# Rune Jansson
Rune Jansson (Skinnskatteberg, Suecia, 29 de mayo de 1932) es un deportista sueco retirado especialista en lucha grecorromana donde llegó a ser medallista de bronce olímpico en Melbourne 1956.

## Carrera deportiva
En los Juegos Olímpicos de 1956 celebrados en Melbourne ganó la medalla de bronce en lucha grecorromana estilo peso medio, tras el luchador soviético Givi Kartozia (oro) y el búlgaro Dimitar Dobrev (plata).